# Eardwulf (roi de Northumbrie)
Pour les articles homonymes, voir Eardwulf.
Vous lisez un « bon article » labellisé en 2016.
Eardwulf est roi de Northumbrie de 796 à 806, et peut-être à nouveau de 808 à une date inconnue, vers 810 ou 812, voire 830.
D'origine noble, Eardwulf est mentionné pour la première fois vers 791, lorsque le roi Æthelred Ier tente de le faire tuer, sans succès. Æthelred est assassiné en avril 796, et Eardwulf monte sur le trône un mois plus tard, après l'éphémère règne d'Osbald. Son arrivée au pouvoir ne satisfait pas tous les assassins d'Æthelred, et l'un d'eux, Wada, se révolte contre Eardwulf. Il est vaincu et tué à Billington Moor en 798. Le roi Cenwulf de Mercie apporte son soutien aux opposants d'Eardwulf, incitant ce dernier à entreprendre une campagne contre la Mercie en 801. La paix est rapidement conclue entre les deux royaumes.
Eardwulf est déposé en 806 et remplacé par un certain Ælfwald. D'après une source carolingienne, il récupère le pouvoir deux ans plus tard, avec l'aide de Charlemagne et du pape Léon III, mais les sources anglo-saxonnes sont muettes à ce sujet. On ignore ainsi tout de son éventuel second règne, ainsi que la date de son décès : des dates allant de 810 à 830 ont été proposées. Son fils Eanred et son petit-fils Æthelred II règnent par la suite sur la Northumbrie.
Eardwulf est couramment identifié au « saint Hardulph » auquel est dédiée l'église (en) de Breedon on the Hill, dans le Leicestershire. C'est peut-être là qu'il a été inhumé.

## Sources
Avec la mort de Bède le Vénérable, en 735, la Northumbrie perd son principal historien. Son œuvre est néanmoins poursuivie par des auteurs anonymes, grâce à qui il est possible de retracer l'histoire de ce royaume jusqu'aux premières années du IXe siècle. Leurs « Annales nordiques », comme les appellent les historiens, sont aujourd'hui perdues, mais elles ont été réutilisées par des historiens ultérieurs, de telle sorte qu'il est possible d'en reconstruire partiellement la teneur. Parmi ces sources ultérieures, on trouve certaines versions de la Chronique anglo-saxonne (une série d'annales compilée au Wessex à partir de la fin du IXe siècle), les continuations anonymes de l'Histoire ecclésiastique du peuple anglais de Bède, le Libellus de exordio et l'Historia regum de Siméon de Durham (début du XIIe siècle), la Chronique de Melrose et les travaux de Roger de Hoveden (fin du XIIe siècle).
Les sources d'époque faisant défaut, la numismatique est particulièrement précieuse pour appréhender cette période de l'histoire de la Northumbrie. Les pièces frappées à l'époque anglo-saxonne portent généralement le nom du roi qui a ordonné leur production (permettant d'établir des chronologies), ainsi que parfois le nom du lieu d'où elles proviennent (York pour les pièces northumbriennes) et celui du monnayeur. En comparant leur poids et leur taux en argent avec celui d'autres monnaies, il est possible d'échafauder des hypothèses d'ordre économique, tandis que leur style peut trahir une influence d'ordre culturel provenant d'autres royaumes.

## Contexte

### La Northumbrie à la fin duVIIIesiècle
Durant la seconde moitié du VIIIe siècle, la Northumbrie est victime d'une forte instabilité dynastique, et plusieurs de ses rois finissent déposés ou assassinés. Les principales lignées qui s'affrontent pour le pouvoir sont celles d'Eadberht (738-758), d'Æthelwald Moll (758-765) et d'Alhred (765-774). En 774, ce dernier est chassé du pouvoir et remplacé par Æthelred, le jeune fils d'Æthelwald Moll. Æthelred est déposé à son tour en 779 par Ælfwald, un petit-fils d'Eadberht, qui se maintient au pouvoir jusqu'à son assassinat par le patricien Sicga, le 23 septembre 788 près de Hexham. Le règne de son successeur, son cousin Osred, le fils d'Alhred, dure moins de deux ans : en 790, Æthelred récupère le trône qu'il a perdu en 779.
Assassinats et dépositions ne sont pas le monopole de la Northumbrie : les royaumes de Mercie et du Wessex connaissent des troubles semblables aux VIIIe et IXe siècles. Au Wessex, les relations entre les rois qui se succédèrent entre 685 et 802, de la mort de Centwine à l'avènement d'Ecgberht, sont peu claires, et ceux qui sont apparentés de près à leur prédécesseur ou leur successeur sont l'exception plutôt que la norme. Il en va de même en Mercie à partir de la mort de Ceolred, en 716, et jusqu'à la disparition du royaume à la fin du IXe siècle. Ces successions brutales sont dans l'ensemble mal documentées : pour ce qui est du VIIIe siècle, on ne connaît le contexte que pour deux dépositions, celle d'Æthelwald Moll en 765 et celle de Sigeberht de Wessex en 757. Dans les deux cas, la décision est prise par une sorte de conseil.
Les rois ne règnent pas seuls, mais en accord avec la noblesse et le clergé de leur royaume. Faute de chartes, les institutions de Northumbrie sont moins bien connues que celles des royaumes du Sud, mais il reste possible de reconstruire certains aspects de la vie politique northumbrienne à partir des sources. Ce sont principalement des documents latins, qui emploient les termes dux et patricius pour désigner les principaux nobles du royaume. Dux est généralement traduit par le terme vieil-anglais ealdorman. L'historien Alan Thacker estime que ce titre était porté par environ huit hommes dans la Northumbrie tardive. Patricius est généralement traduit par « patricien », un terme qui signifie simplement « noble », mais qui, dans l'Empire romain tardif, désignait une position particulièrement élevée, inférieure à l'empereur uniquement. Le sens du titre en Northumbrie est incertain, mais il semble n'avoir été porté que par une seule personne à la fois. Il pourrait représenter une position similaire à celle des maires du palais chez les Mérovingiens, à moins qu'il ne s'agisse d'un simple synonyme de dux.
L'Église est, avec le roi, l'un des principaux propriétaires terriens de Northumbrie. À sa tête se trouve l'archevêque d'York, poste occupé par Eanbald Ier jusqu'en 796, Eanbald II jusqu'à une date incertaine après 808, puis Wulfsige jusqu'en 830 environ. Trois évêques se trouvent directement sous les ordres de l'archevêque : l'évêque de Lindisfarne, l'évêque de Hexham et l'évêque de Whithorn. Ces religieux de haut rang restent généralement longtemps au pouvoir, si bien que les rois sont forcés de collaborer avec des hommes choisis par leurs prédécesseurs, avec lesquels leurs relations peuvent être difficiles.

### Relations internationales

Les royaumes de Grande-Bretagne vers 800.

Au VIIIe siècle, l'Angleterre anglo-saxonne est dominée par la Mercie des rois Æthelbald (716-757), Offa (757-796) et Cenwulf (796-821). Offa s'assure des alliances matrimoniales avec les autres grands royaumes en donnant ses filles en mariage à Beorhtric de Wessex et Æthelred de Northumbrie,.
De l'autre côté de la Manche, Charlemagne (768-814) semble s'être intéressé aux affaires britanniques. Il entretient des relations d'abord amicales avec Offa, puis tendues : on sait qu'il accueille à sa cour deux princes exilés, Eadberht Præn et Ecgberht, qui reviennent en Angleterre après la mort d'Offa,,. Si les intérêts francs deviennent contraires à ceux de la Mercie, Charlemagne a tout intérêt à apporter son soutien aux adversaires d'Offa, et pour lui, cela signifie au premier chef la Northumbrie : d'après Patrick Wormald, « aux yeux de Charlemagne, l'Angleterre n'était gouvernée que par deux rois : Æthelred en Northumbrie et Offa dans le Sud ». Ses motifs restent difficiles à discerner : il cherche peut-être à contrer l'influence mercienne sur la moitié sud de l'Angleterre, région depuis longtemps liée à la Francie, à moins qu'il ne souhaite collaborer avec la Northumbrie pour lutter contre les raids vikings qui commencent dans les années 790. Enfin, il est possible qu'il considère, en tant qu'empereur d'Occident, avoir des droits sur l'ancienne province romaine qu'est la Grande-Bretagne,.
Lors de son second règne, Æthelred semble néanmoins bénéficier du soutien de son beau-père Offa aussi bien que de celui de Charlemagne,. Peu avant son meurtre, en 796, une ambassade franque arrive en Northumbrie, chargée de cadeaux pour le roi et ses évêques. Lorsque Charlemagne apprend le sort d'Æthelred, il est pris de colère, qualifiant les Northumbriens de « peuple traître, pervers […] qui tue ses propres seigneurs », et menace de le venger. Ses ambassadeurs, qui ont poursuivi leur voyage en Irlande et se préparent à rentrer, repassent en Northumbrie pour reprendre leurs cadeaux. En fin de compte, Charlemagne se range du côté d'Eardwulf. Ce dernier aurait épousé une de ses filles, mais si tel est le cas, il doit s'agir d'une fille illégitime, car les mariages de toutes ses filles légitimes sont connus.

## Biographie

### Origines et avènement
Eardwulf n'est apparemment lié à aucune des factions qui s'opposent pour le trône. D'après Siméon de Durham, le dux Eardwulf est le fils d'un autre dux Eardwulf, ou Ea[r]nwulf chez Roger de Hoveden et dans la Chronique de Melrose. Siméon mentionne par ailleurs deux Eardwulf : l'un mort en 774, l'autre en 775. Le père d'Eardwulf pourrait être l'un d'eux, plus précisément le second qui « pris par traîtrise, fut en peu de temps tué, enterré et oublié » d'après l’Historia. L'historienne Barbara Yorke fait d'Eardwulf le descendant d'un certain Eanwine, tué en 740 sur ordre du roi Eadberht. Il faut peut-être identifier cet Eanwine au fils du roi Eadwulf (704-705) qui porte ce nom,.
Eardwulf fils est mentionné pour la première fois vers 791. Il semble s'être opposé à Æthelred Ier, car Siméon de Durham rapporte :

« Eardulf fut fait prisonnier, et conduit à Ripon, et là le roi susdit [Æthelred] ordonna qu'on le mît à mort devant la porte du monastère. Les frères emportèrent son corps dans l'église en chantant, et le placèrent dans une tente à l'extérieur ; après minuit, il fut trouvé vivant dans l'église. »

Une lettre d'Alcuin à Eardwulf suggère que cette guérison est considérée comme miraculeuse par ses contemporains,. On ignore tout des faits et gestes d'Eardwulf dans les années qui suivent. Il est plus chanceux que les fils d'Ælfwald, qui finissent noyés sur ordre d'Æthelred en 791, ou qu'Osred, qui, rentré d'exil, est trahi et tué à l'instigation d'Æthelred le 14 septembre 792. Æthelred lui-même est assassiné le 18 avril 796, peut-être à Corbridge, victime d'une conspiration menée par le dux Ealdred, qui est à son tour tué par un certain Torhtmund en 799. Le successeur d'Æthelred est un certain Osbald, d'origine inconnue. Il est déposé après seulement vingt-sept jours de règne et s'enfuit chez les Pictes avec quelques partisans.

### Règne

Le Nord de l'Angleterre à l'époque d'Eardwulf.

Eardwulf devient roi le 14 mai 796. La Chronique anglo-saxonne mentionne son sacre le 26 mai 796 en la cathédrale d'York par quatre prélats : l'archevêque Eanbald Ier et les évêques Æthelberht (en) de Hexham, Beadwulf (en) de Whithorn et Hygebald de Lindisfarne,. C'est l'un des premiers sacres connus de l'histoire anglo-saxonne, avec celui d'Ecgfrith, le fils d'Offa de Mercie, en 787.
Alcuin reproche à Eardwulf d'avoir abandonné sa femme pour une concubine peu après son couronnement. Ses relations avec Eanbald II, le successeur d'Eanbald Ier (mort en 796), en sont d'autant plus difficiles : Alcuin rapporte que l'archevêque voyage entouré d'une importante escorte, en partie composée de soldats, et qu'il accueille et protège les ennemis du roi. Il est vraisemblable que l'opposition entre Eanbald et Eardwulf porte également sur des questions de propriété, et que le premier apporte son soutien aux rivaux du second,.
Les assassins d'Æthelred ne réservent pas un accueil favorable à Eardwulf. En 798, une bataille oppose Eardwulf au dux Wada, un membre de la conspiration contre Æthelred, à Billington Moor, près de Whalley. Vaincu, Wada s'enfuit peut-être en Mercie. Il envisage peut-être de réinstaller Osbald sur le trône. Ce dernier entretient encore des ambitions royales : Alcuin lui écrit, probablement en 798, pour le dissuader de continuer à se mêler des affaires northumbriennes. Sa lettre semble avoir été efficace, puisqu'à sa mort l'année suivante, Osbald est devenu abbé,,.
Les années qui suivent sont marquées par l'élimination d'autres menaces qui pèsent sur le trône d'Eardwulf. En 799, le dux Moll est tué sur « ordre exprès » du roi. Son nom laisse à penser qu'il appartenait à la famille d'Æthelred et de son père Æthelwald Moll. En 800, Ealhmund, « fils du roi Alhred, d'après certains », est exécuté par les hommes d'Eardwulf. Il fait par la suite l'objet d'un culte centré sur la ville mercienne de Derby sous le nom de saint Alcmond ou Alkmund,,. Ealhmund était peut-être soutenu par Cenwulf de Mercie : Siméon de Durham indique qu'en 801, Eardwulf envahit la Mercie parce que Cenwulf avait donné asile à ses ennemis. La paix est rapidement conclue entre les deux souverains par l'entremise de leurs clergés respectifs.
Les historiens ont longtemps considéré le règne d'Eardwulf comme une période d'instabilité ou d'appauvrissement du royaume de Northumbrie, en l'absence de monnaies émises à son nom. En réalité, la production monétaire s'est poursuivie sous son règne, comme on le sait depuis l'identification de deux pièces dans les années 1990,. Pour autant, cette émission semble avoir été limitée, et ce n'est que sous le règne de son fils Eanred que l'on retrouve un nombre significatif de monnaies northumbriennes.

### Exil et retour
Eardwulf est déposé en 806 dans des circonstances inconnues. Les lettres échangées par Charlemagne et le pape Léon III suggèrent que Cenwulf a pu y jouer un rôle. D'après Roger de Wendover, chroniqueur du XIIIe siècle, Eardwulf est remplacé par Ælfwald II, au sujet duquel les sources ne nous apprennent rien d'autre, bien qu'il subsiste quelques pièces frappées sous son règne.
Comme plusieurs de ses prédécesseurs, Eardwulf prend le chemin de l'exil après sa déposition. À la différence des rois liés à Lindisfarne, qui semblent avoir choisi l'exil chez les Pictes (comme Alhred et Osbald), Eardwulf, lié à Ripon, choisit de partir vers le sud et la cour carolingienne. On retrouve sa trace sous l'année 808 dans les Annales d'Éginhard :

« Cependant le roi des Northumbres, de l’île de Bretagne, nommé Eardulf, chassé de sa patrie et de son royaume, se rendit près de l’empereur, alors à Nimègue, lui exposa la cause de son voyage, et partit pour Rome. À son retour de Rome, par l’entremise des légats du pontife romain et de l’empereur, il fut rétabli dans son royaume. Le chef de l’Église romaine était alors Léon III ; son légat en Bretagne était Ædulf, diacre de ce pays, saxon de nation. L’empereur envoya avec lui deux abbés, Rutfried, notaire, et Nantharius, abbé de Saint-Otmar. »

Une lettre de Léon III à Charlemagne confirme qu'Eardwulf s'est rendu à Rome et qu'il a passé un certain temps à la cour de Charlemagne.
Bien que les Annales d'Éginhard indiquent clairement qu'il a été « rétabli dans son royaume », aucune source anglo-saxonne ne fait état d'un second règne d'Eardwulf. Les historiens ne s'accordent pas à ce sujet : certains considèrent qu'Ælfwald a été remplacé par Eardwulf pour un second règne de 808 à 810, 811 ou 812,,, alors que pour d'autres, c'est Eanred, le fils d'Eardwulf, qui arrive au pouvoir en 808.
Il existe une chronologie alternative qui s'appuie sur un penny d'argent au nom d'Eanred retrouvé à Trewhiddle, en Cornouailles, qui daterait au plus tôt de 850, alors que le fils d'Eardwulf (qui est le seul roi connu à porter ce nom) est censé être mort dans la première moitié des années 840. Il est nécessaire d'ajuster la liste des rois de Northumbrie au IXe siècle pour y faire rentrer cette pièce, en faisant durer le second règne d'Eardwulf jusqu'en 830 environ, après quoi se succèdent sur le trône Eanred de 830 à 854, Æthelred II de 854 à 862, Rædwulf en 858, et Osberht de 862 à 867,.

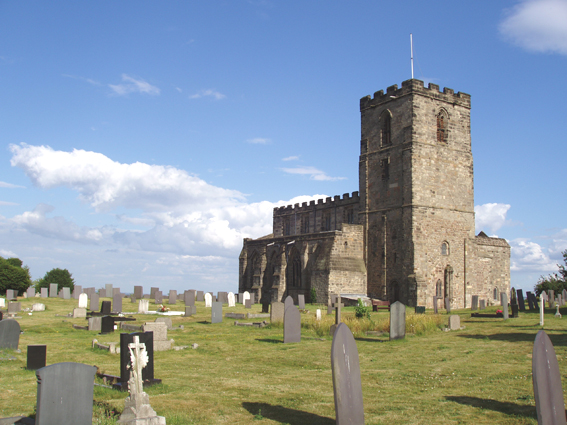
L'église Sainte-Marie-et-Saint-Hardulph de Breedon on the Hill.

Eardwulf est couramment identifié à saint Hardulph ou Hardulf, auquel l'église royale mercienne (en) de Breedon on the Hill est dédiée. Cette identification s'appuie sur une liste de sépultures de saints compilée à Peterborough au XIIe siècle qui mentionne un Hardulfus rex (« roi Eardwulf ») inhumé à Breedon,,. L'église abrite une structure en panneaux de pierre gravés. Leur motif, une procession d'hommes barbus en robe passant sous des arches, semble reproduire des détails provenant du Livre de Cerne, un manuscrit associé à l'évêque de Lichfield Æthelwald (en) (818-830). Ces panneaux, qui datent vraisemblablement du premier tiers du IXe siècle, faisaient peut-être partie à l'origine d'un sarcophage renfermant les reliques d'un personnage de haut rang, peut-être saint Hardulph lui-même,. D'après un calendrier de saints médiéval, les moines bénédictins de Breedon fêtaient Hardulph le 21 août.
Aucun texte n'évoque la mort d'Eardwulf. En dépit de l'opposition considérable qu'il a rencontrée, il est parvenu à fonder une dynastie : son fils Eanred et son petit-fils Æthelred II règnent sur la Northumbrie jusqu'au milieu du IXe siècle,.

### Sources primaires
- (en) Michael Swanton (trad.), The Anglo-Saxon Chronicle, Routledge, 1996, 363 p. (ISBN 0-415-92129-5, lire en ligne).
- (en) Siméon de Durham, The Historical Works of Simeon of Durham, Seeley's, coll. « Church Historians of England, vol. III, part II », 1855.

### Sources secondaires
- (en) Mark Blackburn et Philip Grierson, Medieval European Coinage, Cambridge University Press, 2006 (ISBN 0-521-03177-X).
- (en) John Campbell, Eric John et Patrick Wormald, The Anglo-Saxons, London/New York/Victoria etc, Penguin Books, 1991, 272 p. (ISBN 0-14-014395-5).
- (en) Deanna Forsman, « An Appeal to Rome: Anglo-Saxon Dispute Settlement, 800-810 », The Heroic Age, no 6,‎ 2003 (lire en ligne).
- (en) Nick J. Higham, The kingdom of Northumbria : AD 350-1100, Dover (N.H), Stroud, 1993, 296 p. (ISBN 0-86299-730-5).
- (en) T. D. Kendrick, Anglo-Saxon Art to A.D. 900, Methuen, 1972 (1re éd. 1938) (ISBN 0-06-480457-7).
- (en) D. P. Kirby, The Earliest English Kings, London/New York, Routledge, 1992, 241 p. (ISBN 0-415-09086-5).
- (en) Janet Nelson, « Carolingian Contacts », dans Michelle P. Brown et Carole A. Farr, Mercia: An Anglo-Saxon Kingdom in Europe, Continuum, 2001 (ISBN 0-8264-7765-8).
- (en) Steven J. Plunkett, « The Mercian Perspective », dans Sally M. Foster, The St Andrews Sarcophagus: A Pictish masterpiece and its international connections, Four Courts, 1998 (ISBN 1-85182-414-6).
- Pierre Riché, Les Carolingiens : Une famille qui fit l'Europe, Paris, Hachette, 1993, 490 p. (ISBN 2-01-278851-3).
- (en) David Rollason, « Eardwulf (fl. 796–c.830) », dans Oxford Dictionary of National Biography, Oxford University Press, 2004 (lire en ligne ).
- (en) David Rollason, « Northern Annals », dans Michael Lapidge, John Blair, Simon Keynes et Donald Scragg (éd.), The Wiley Blackwell Encyclopedia of Anglo-Saxon England, Wiley Blackwell, 2014, 2e éd. (ISBN 978-0-470-65632-7).
- (en) Joanna Story, Carolingian Connections : Anglo-Saxon England and Carolingian Francia, c. 750–870, Aldershot/Burlington, Ashgate, 2003, 311 p. (ISBN 0-7546-0124-2).
- (en) Leslie Webster et Janet Backhouse, The Making of England : Anglo-Saxon Art and Culture AD 600-900, Londres, British Museum Press, 1991, 312 p. (ISBN 0-7141-0555-4).
- (en) Ann Williams, Alfred P. Smyth et D. P. Kirby, A Biographical Dictionary of Dark Age Britain : England, Scotland and Wales c. 500- c. 1050, Londres, Seaby, 1991, 253 p. (ISBN 1-85264-047-2).
- (en) Francis Wormald, English Benedictine Kalendars after A.D. 1100, volume 1 : Abbotsbury-Durham, Harrison & Sons, 1939 (OCLC 689488).
- (en) Barbara Yorke, Kings and Kingdoms of Early Anglo-Saxon England, Londres, Seaby, 1990, 218 p. (ISBN 1-85264-027-8).